# Johann Christian von Hofenfels-Medaille

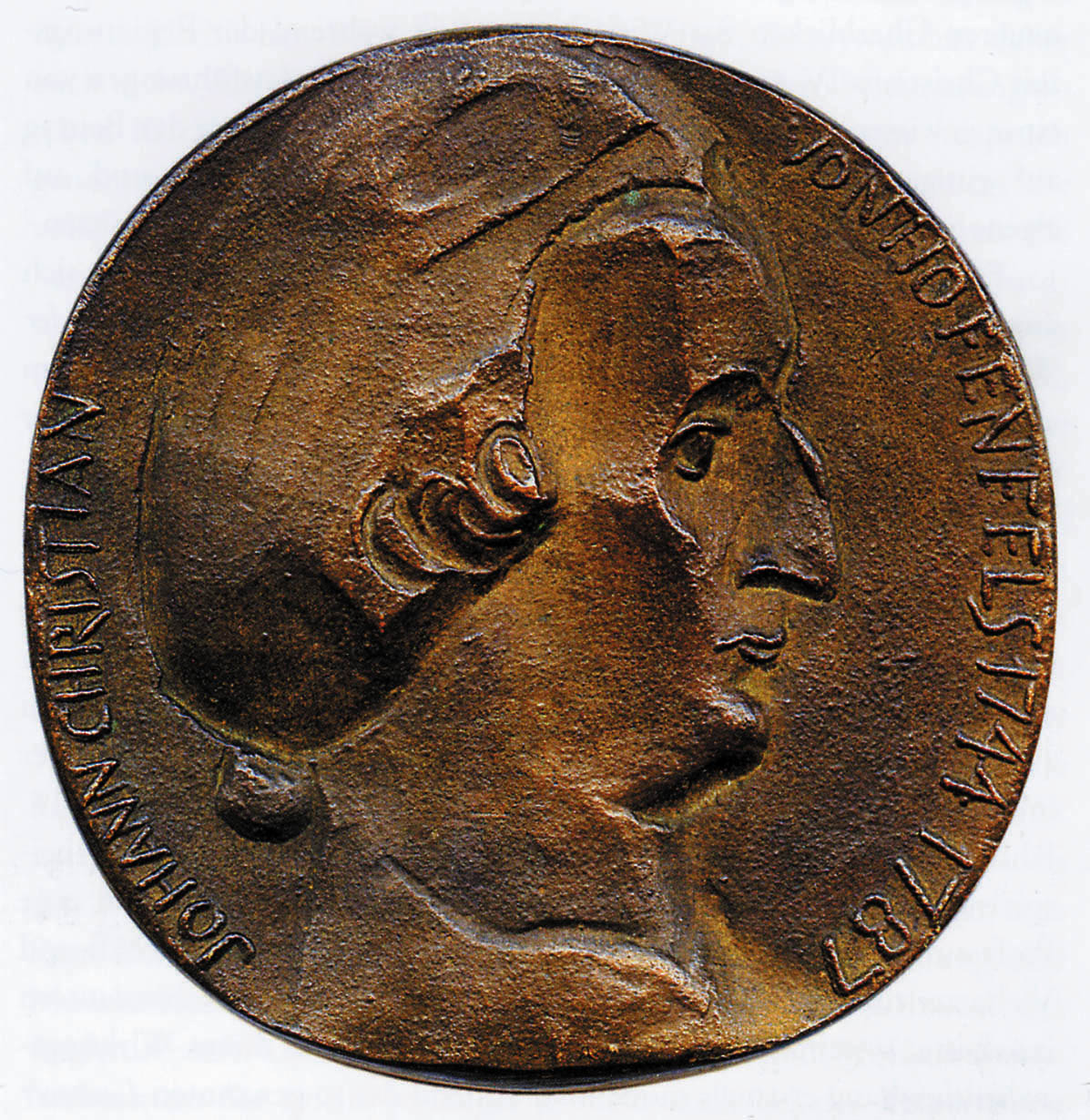
Vorderseite der Johann Christian von Hofenfels-Medaille

 Die Johann Christian von Hofenfels-Medaille wird seit 1965 vom Bund der Pfalzfreunde vergeben. Mit der Hofenfels-Medaille werden seither Personen ausgezeichnet, die sich um die Pflege der historischen Beziehungen zwischen Bayern und der Pfalz besonders verdient gemacht haben. Die Medaille ist benannt nach dem Minister, Staatsmann und Diplomat des Herzogtums Pfalz-Zweibrücken Johann Christian von Hofenfels.

## Medaillenträger
- 1965 Rudolf Esterer
- 1967 Hans Ehard
- 1967 Wilhelm Hoegner
- 1969 Adalbert von Bayern
- 1969 Rudolf Hanauer
- 1972 Wilhelm Weber
- 1972 Eberhard Weis
- 1975 Berthold Roland
- 1975 Max Spindler
- 1977 Hans Rall
- 1980 Willi Moos
- 1983 Franz Heubl
- 1985 Erich Maußer
- 1986 Franz Sackmann
- 1989 Paul Schädler
- 1990 Leonie Francke
- 1992 Werner Ludwig
- 1993 Ludwig Foohs
- 1994 Wilhelm Vorndran
- 1996 Hans Ammerich
- 1996 Jochen Hartloff
- 1999 Rainer Rund
- 2000 Horst Kopplinger
- 2002 Hans Jörg Duppré
- 2002 Johann Böhm
- 2005 Joachim Stöckle
- 2006 Otto Meitinger
- 2007 Friedrich Wetter
- 2009 Barbara Stamm
- 2010 Bernhard Vogel[1]
- 2013 Berndt Jäger[2]
- 2016 Werner Schineller[3]
- 2023 Hans von Malottki[4]